# EN229
A EN 229 é uma estrada nacional que integra a rede nacional de estradas de Portugal. Com uma extensão de 80,6 km, a N229 liga a cidade de Viseu à N222 em Vilarouco (município de São João da Pesqueira), permitindo ligar Viseu aos municípios do nordeste do seu distrito. A N229 começa em Viseu, passa por Sátão, Aguiar da Beira, Sernancelhe e Penedono e termina na N222 (entroncamento) em Vilarouco, no município de São João da Pesqueira.
No troço entre Viseu e o Sátão esta estrada é bastante movimentada por veículos ligeiros e pesados tendo sido já discutida a construção de uma variante em perfil de via rápida.

## História
Em 15 de setembro de 2010 foi inaugurada uma variante da N229 à vila de Aguiar da Beira.